# Los principios del cuidado
Los principios del cuidado (título original en inglés The Fundamentals of Caring) es una película estadounidense de comedia y drama de 2016 escrita, dirigida y producida por Rob Burnett, basada en la novela de 2012 «The Revised Fundamentals of Caregiving» del escritor estadounidense Jonathan Evison. Protagonizada por Paul Rudd, Craig Roberts y Selena Gomez, la película tuvo su estreno mundial en el Festival de Cine de Sundance el 29 de enero de 2016, y fue lanzada en Netflix el 24 de junio de 2016.

## Trama
Ben (Paul Rudd) es un escritor retirado, que en realidad sufre el bloqueo del escritor debido a un trauma personal. Al necesitar un nuevo trabajo, toma un curso de seis semanas para convertirse en cuidador. Él consigue un trabajo que le da una mujer inglesa llamada Elsa (Jennifer Ehle), una cuidadora registrada y gerente de oficina en un banco, cuyo hijo Trevor (Craig Roberts) de 18 años de edad sufre de distrofia muscular de Duchenne. Trevor es un adolescente sarcástico, sardónico, ansioso y sexualmente frustrado, fascinado con las atracciones estadounidenses en la carretera, y Ben sugiere que visiten varias. Trevor inicialmente se niega, y Elsa teme que Ben se esté acercando demasiado a él. El padre de Trevor se fue cuando éste fue diagnosticado a los 3 años y solo le envió cartas a lo largo de los años. Ben es perseguido por un rastreador de la corte contratado por su esposa para servirle, y evade sus visitas.
Finalmente, Elsa está de acuerdo con el plan de viaje de Ben, y él y Trevor se embarcan en un viaje al pozo más profundo del mundo. En el camino, Trevor dice que quiere ver a su padre, quien es dueño de un concesionario de automóviles en Salt Lake City. Al detenerse en una estación de servicio, los dos conocen a una chica de la edad de Trevor llamada Dot (Selena Gomez), de quien Trevor se enamora. Cuando se la encuentran de nuevo fuera de un restaurante más tarde, la ven intentando hacer autostop. Ben la invita a unirse a ellos en el restaurante, luego le ofrece un aventón. Dot les informa en el camino que se dirige a Denver para reiniciar su vida, y que su madre ha muerto. Mientras se crea un vínculo entre los tres, especialmente entre ella y Trevor, Ben nota un automóvil que los ha estado siguiendo. En un motel, Ben especula que es alguien enviado por su esposa.
Más adelante en la carretera, los tres se encuentran a una mujer embarazada llamada Peaches, cuyo automóvil se ha averiado. Ella se dirige a vivir con su madre antes de que llegue el bebé, ya que el padre se encuentra actualmente en su segunda gira militar en los Estados Unidos. Le dan un aventón. Cuando se detienen para pasar la noche, Trevor le pide a Dot una cita, y los dos van al restaurante al otro lado de la calle. Ben y Peaches observan desde el motel a través de la ventana del restaurante y pueden ver que va bien. Al día siguiente, los cuatro llegan al concesionario de automóviles del padre de Trevor (Ford). El padre de Trevor se mantiene distante y explica que nunca le escribió cartas; fue su madre todo el tiempo. Su padre sigue siendo superficial e intenta pagar a Trevor con su dinero de bolsillo. Insultado e indignado, Trevor regaña a Ben y le dice que desea irse a casa ahora, pero Dot insiste en que continúen para ver el pozo más profundo del mundo.
El grupo finalmente llega, asombrados por el abismo. Trevor, Dot y Peaches se dirigen al fondo, pero Ben nota el auto que los ha estado siguiendo. Él se acerca y descubre que es el padre de Dot, que desea asegurarse de que ella esté a salvo. Ben recibe una llamada de Dot, quien le dice que baje rápidamente. Cuando ve una multitud reunida en el fondo del pozo, se preocupa por Trevor y descubre que Peaches ha entrado en labor de parto. A pesar de estar atormentado por el recuerdo de la muerte accidental de su hijo y su propia incapacidad para hacer algo para ayudar, él entrega al bebé de manera segura. Irónicamente, el vehículo con frenos fallidos que volcó a su hijo era un Ford, la misma marca que vende el negocio del padre de Trevor. Una escena anterior mostró que la marca del automóvil era la misma en la muerte del hijo de Ben, después de que apagó el motor y activó el freno de emergencia. Peaches le agradece mientras ella y su hijo recién nacido son llevados al hospital. En el estacionamiento, Dot ve a su padre, se acerca a él y los dos se reconcilian. Cuando ella regresa, dice que desea ir el resto del camino a Denver con su padre. Los tres se despiden y Dot besa a Trevor antes de irse, prometiendo que se enviarán mensajes de texto. Con la ayuda del personal de la ambulancia, Trevor cumple su deseo de orinar de pie, sobre la barandilla del pozo.
Ben y Trevor llegan a casa sanos y salvos, y tras finalmente haber enfrentado la pérdida de su hijo, Ben se siente capaz de encontrarse con su esposa separada y entregarle los documentos de divorcio firmados. Él puede continuar escribiendo, su próxima novela será sobre Trevor. Él narra su escrito en las últimas líneas, informando a la audiencia que finalmente renunció como cuidador de Trevor, pero los dos siguieron siendo amigos. Afirma que cuando lo visitó en el cumpleaños número 21 de Trevor, Ben entró en su habitación y encontró a Trevor muerto en el piso y a su nuevo cuidador llorando en el piso junto a él, solo para descubrir que Trevor estaba fingiendo. El nuevo cuidador renunció al día siguiente.

## Reparto
- Paul Rudd como Ben.
- Craig Roberts como Trevor.
- Selena Gomez como Dot.
- Jennifer Ehle como Elsa.
- Megan Ferguson como Peaches.
- Frederick Weller como Bob.
- Bobby Cannavale como Cash.
- Julia Denton como Janet.

## Producción
El 11 de octubre de 2012, Rob Burnett y Jon Beckerman de Worldwide Pants adquirieron los derechos cinematográficos de la novela de Jonathan Evison «The Revised Fundamentals of Caregiving». Burnett adaptó y dirigió la película, y Donna Gigliotti y James Spies la produjeron. El 7 de enero de 2015, Paul Rudd fue elegido para interpretar al protagonista masculino, y el 13 de enero, Selena Gomez también se unió a la película.
El 7 de diciembre, se anunció que el título original, «The Revised Fundamentals of Caregiving», había sido cambiado a «The Fundamentals of Caring». Más tarde se reveló que Bobby Cannavale y Frederick Weller también habían sido elegidos para la película, con Craig Roberts también añadido para protagonizar junto a Rudd.

### Filmación
El rodaje comenzó el 22 de enero de 2015 en Atlanta, Georgia. A principios de febrero, la filmación tuvo lugar en Cartersville, Georgia. El rodaje concluyó el 26 de febrero de 2015, después de 26 días de filmación.

## Lanzamiento
The Fundamentals of Caring tuvo su estreno mundial el 29 de enero en el Festival de Cine de Sundance de 2016 como la película de la noche de clausura. En enero de 2016, antes de su estreno en el festival, Netflix adquirió los derechos globales de distribución de la película, y comenzó a transmitirla el 24 de junio de 2016.

### Recepción crítica
En Rotten Tomatoes, la película tiene una calificación del 77%, basada en 35 reseñas, con una calificación promedio de 7.7/10. En Metacritic, la película tiene una puntuación de 55 sobre 100, basada en 10 críticas, lo que indica "críticas mixtas o promedio".